# Іво Міро Йович
Іво Міро Йович (нар. 15 липня 1950, Чапліна) — боснійський політик, колишній член Президії Боснії і Герцеговини, був обраний парламентом 9 травня 2005 року, щоб замінити Драгана Човича, після відставки останнього за рішенням верховного представника по Боснії і Герцеговині за звинуваченням в корупції.

## Біографія
Здобув фах вчителя історії у Сараєвському університеті. Деякий час працював учителем. 1997 активно зайнявся політикою як член ХДС. 1999 року Йович став членом уряду Федерації Боснії і Герцеговини як заступник міністра культури, цю посаду він обіймав до 2001 року.
Після загальних виборів 2002 року Йовича було обрано до Палати представників Парламенту Боснії і Герцеговини. 1 жовтня 2006 року став членом Президії.
Йович одружений, має трьох дітей